# David Sadler (cầu thủ bóng đá)
David Sadler (sinh ngày 5 tháng 2 năm 1946 tại Yalding, Kent, Anh) là một cưu cầu thủ bóng đá người Anh. Ông là một trung vệ khéo léo và cũng có thể chơi tốt ở vị trí tiền vệ hoặc thậm chí là tiền đạo. Ông hiện đang đảm nhận vị trí thư ký của hiệp hội cựu cầu thủ Manchester United.
Sadler khởi đầu sự nghiệp với câu lạc bộ Maidstone United, nhưng lại ký hợp đồng chuyên nghiệp với câu lạc bộ Manchester United vào năm 1963 và giúp cho câu lạc bộ giành chức vô địch giải hạng nhất Anh các năm 1965, 1967, cũng như danh hiệu Cúp châu Âu năm 1968. Ông rời Manchester United F.C. vào năm 1974 sau khi ghi được 27 bàn thắng cho câu lạc bộ để gia nhập Preston North End, câu lạc bộ lúc đó đang được dẫn dắt bởi Bobby Charlton, đồng đội cũ của Sadler.
Ông đã có tổng cộng 121 lần ra sân thi đấu (tính cả vào sân thay người) cho đội chủ sân Deepdale và đã có 4 lần lập công trước khi phải giải nghệ vì chấn thương vào năm 1977, cùng thời điểm Charlton từ chức huấn luyện viên của câu lạc bộ.
Sadler đã có 4 lần thi đấu cho đội tuyển Anh.